# Jürgen Macheleidt
Jürgen H. Macheleidt (* 5. Januar 1941 in Berlin) ist ein deutscher Zahnmediziner, Sanitätsoffizier und Generalarzt außer Dienst des Heeres der Bundeswehr. Zuletzt war er Inspizient Zahnmedizin der Bundeswehr und Abteilungsleiter Zahnmedizin im Sanitätsamt der Bundeswehr in Bonn.

## Leben
Macheleidt wuchs in München auf, trat 1961 in die Bundeswehr ein und wurde zum Offizier der ABC-Abwehrtruppe ausgebildet. Von 1964 bis 1969 studierte er mit einem Bundeswehr-Stipendium Zahnmedizin an der Ludwig-Maximilians-Universität München. Er war Leiter der Zahnstation 627 in Murnau am Staffelsee, der Zahnstation 209 in Münster, Dezernent im Heeresamt beim Leitenden Zahnarzt des Heeres in Köln, Leiter der Zahnarztgruppe 210/1 in Hannover, Wehrbereichszahnarzt II in Hannover, Leitender Zahnarzt im Heeresamt in Köln, Referatsleiter InSan I 6 im Bundesministerium der Verteidigung in Bonn und von 1996 bis 2001 Inspizient Zahnmedizin im Sanitätsamt der Bundeswehr in Bonn. Mit Ablauf des März 2001 wurde er in den Ruhestand versetzt.
Für seine Verdienste um die zahnärztliche Versorgung der Truppe wurde Macheleiddt am 23. Juli 2000 durch den Inspekteur des Sanitäts- und Gesundheitswesens mit dem Bundesverdienstkreuz am Bande ausgezeichnet. Er ist zudem Träger des Ehrenkreuzes der Bundeswehr sowie des Order of Military Medical Merit der United States Army. Er ist verheiratet, römisch-katholisch, hat zwei Söhne und lebt in Meckenheim.